# Histoire des Juifs à Rawicz
L'histoire des Juifs à Rawicz ou à Rawitsch, commence dès le XVIIe siècle avec l'installation de deux Juifs. Leur nombre va progresser jusqu'à culminer dans les années 1840 avec 1 780 personnes. Ils occupent alors une place importante dans l'économie de la ville où ils sont particulièrement actifs dans la fabrication et la commercialisation de draps et de cigares. À partir de cette date, en raison d'une forte émigration vers les grandes villes allemandes et les États-Unis, leur nombre décroit rapidement. La communauté est dissoute après la Première Guerre mondiale, et au moment du déclenchement de la Seconde guerre mondiale, il n'y a plus que deux Juifs à Rawicz.
Rawicz est une ville polonaise de la voïvodie de Grande-Pologne, située à environ 88 km au sud de Poznań. Elle compte actuellement un peu moins de 20 000 habitants.
Rawicz est incorporé sous le nom allemand de Rawitsch au royaume de Prusse lors du deuxième partage de la Pologne en 1793, puis est de nouveau polonaise entre 1807 à 1815, avant de retomber sous la domination prussienne. Allemande jusqu'en 1918, elle redevient polonaise lors de l'indépendance de la Pologne en reprenant son nom polonais de Rawicz. 

## Histoire de la communauté juive

### Les débuts de la communauté sous larépublique des Deux Nations
Dès l'octroi du droit de cité à Rawicz par le roi Ladislas IV en 1638, les Juifs ont fait des demandes pour obtenir le droit de résidence. Mais en 1645, le nouveau propriétaire, Michał Aleksander Kostka, leur interdit de s'y installer pour une période de six ans. Alors que les citadins ne cessent de se plaindre de la concurrence commerciale exercée par les Juifs, Kostka leur ordonne de quitter Rawicz dans les six semaines et leur interdit de rester dans la ville.
Ce n'est qu'en 1674, grâce au privilège accordé par Jan Opaliński (1629–1684), que le droit de résider à Rawicz est confirmé pour deux juifs, Jakub et Józef Łazarz et leurs familles.
L'édit d'Aleksander Przyjemski de 1692 réglemente les questions juives à Rawicz en mettant à jour les différentes décisions précédentes. Le document est rédigé comme suit:
« D'Aleksander de Przyjma Przyjemski, vice-panetier de la Couronne, propriétaire de Koźmin, Borek et Rawicz:

Qu'il soit connu de tous ceux qui le sauront maintenant et dans les temps à venir que, suite aux privilèges de mes défunts ancêtres qui ont permis aux Juifs, Jakub et Józef avec leurs descendants, de s'installer et de commercer librement dans cette ville de Rawicz sine preiudicio cependant pour la ville et les guildes qui s'y trouvent, je donne par la présente mon consentement pour ledit Józef Łazarz et ses enfants, ainsi que les autres enfants et descendants de Jakub le Juif, qui sont maintenant six chefs de famille juifs, c'est-à-dire : Józef Łazarz, son fils du même nom, son gendre Jeleń Jachym, Borach Jakub, Łazarz Mojżesz et Aaron Dawid à vivre dans ma ville Rawicz, que leur habitation leur appartienne toute leur vie, et qu'ils soient également libres de commercer, en respectant les droits et les lois des guildes en vigueur, et que si coupables de toute violation, ils seront jugés par moi, et non par le tribunal.

Et comme lesdits Jakub et Józef Łazarz avaient une maison à Rawicz dans laquelle ils vivaient, maintenant qu'ils sont plus nombreux, c'est-à-dire six chefs de famille, je leur accorde un terrain à l'arrière de la maison pour construire une nouvelle maison et je promets à mes successeurs de les y laisser habiter toute leur vie. Comme il est stipulé dans les privilèges de mes ancêtres, ils paieront un certain loyer à notre trésorerie le jour de la Saint-Martin et donneront aussi toile, sel et autres marchandises, mais par ce privilège je les dispense avec mes successeurs de donner toile, sel et autres biens, et, pour cela, ils paieront trois cents tympfs à notre trésorerie chaque année, aux alentours de la Saint-Martin.

En apposant ma signature et mon sceau et avec mes successeurs, je confirme et atteste ce qui précède.

À Sieraków, ce septième jour de septembre de l'an de grâce mil six cent quatre-vingt-douze. »
À la suite des désastres survenus dans la ville pendant la période de la guerre du Nord, celle-ci se dépeuple et a besoin de nouveaux habitants, parmi lesquels des Juifs. En 1713, ils obtiennent l'exonération de l'impôt imposé dès 1698, tandis qu'en 1719, par le privilège de Jan Kazimierz Sapieha, ils obtiennent une totale liberté de s'établir et d'exercer le commerce et l'artisanat.
Les édits de 1713 et 1719, renouvelés et prolongés en 1731 par Piotr Sapieha, permettent aux Juifs de Rawicz de participer au commerce des draps locaux. Ceci entraine un certain nombre de plaintes du côté de la guilde des drapiers, mais d'autre part, grâce à leurs nombreux contacts, ils stimulent l'économie de la ville et augmentent le rendement des impôts collectés.
En 1732, une capitation est perçue auprès de 35 Juifs. En 1765, cette taxe s'élève à 1 128 złotys polonais. 
En 1753, il y a une rue juive (ulica Żydowska) à Rawicz, et à cette époque, la position des marchands juifs en tant que fournisseurs de laine est dominante. Bien qu'en 1730, Piotr Sapieha interdise d'accepter et de transformer des tissus de juifs, en menaçant de punir les drapiers et tondeurs qui n'obéiraient pas à cet ordre d'une amende de 200 ducats, celui-ci n'est pas toujours respecté.
En 1751, un autre propriétaire de Rawicz publie un édit autorisant les Juifs à se livrer au commerce et au courtage du tissu de Rawicz de 24 et 26 aunes. Les marchands juifs sont principalement censés agir en tant qu'agents pour revendre le tissu local aux marchands de Wrocław avec la réserve qu'ils ne peuvent vendre que la moitié de leur stock aux marchands de Wrocław et seulement s'ils viennent à Rawicz en personne. Ils sont censés vendre le stock restant aux marchands de la guilde locale. Quelques années plus tard, ils créent même la Société des draps de Rawicz, à laquelle est associée également des habitants de Leszno et de Chocz.
En 1772, Jan Nepomucen Mycielski, à la suite de conflits répétés entre la guilde et les juifs, nomme quatre agents commerciaux chrétiens et quatre juifs (courtiers), chargés de coopérer avec les fabricants de tissus et les marchands de Rawicz. Le tissu est exporté vers la Petite-Pologne et vers la célèbre foire de Leipzig. Outre le tissu, les Juifs font le commerce du bétail, du cuir, du vin, de la vodka, du malt et des diamants.
Un Beth Midrash est fondé en 1774 et la première synagogue construite en 1783. 
En 1777, Mycielski émet un arrêté par lequel tous les Juifs qui ne possèdent pas de biens immobiliers ou une licence pour exercer une activité commerciale doivent quitter Rawicz dans les trois jours :
« Jan Nepomucen Mycielski, staroste d'Ośnica, propriétaire de la ville de Rawicz et de ses environs ainsi que d'autres propriétés:

Par cet édit, je réitère mes dispositions antérieures, que dans les trois jours à compter de demain, les Juifs qui n'exercent aucun métier ou commerce pour vivre, ceux qui ne peuvent l'exercer en raison de la pauvreté ou de l'insuffisance de fonds, qui louent leur habitation à des chrétiens ou à des Juifs, seront expulsés de la ville pour empêcher les fraudes indécentes souvent pratiquées en raison de la pauvreté et des privations, pour soulager la communauté juive de ces lourdes dépenses. Un exemplaire dudit édit, traduit et rédigé en allemand, sera cloué sur les portes de la mairie par le maire de Rawicz à la connaissance des chrétiens, et le maire enverra un autre exemplaire dans la même langue au rabbin pour qu'il le publie lors d'une réunion de toute la communauté à l'école juive.

Tout chef de famille chrétien ou juif qui ne chassera pas ces juifs errants hors de sa maison, paiera, sans pardon possible, une amende de 30 reisthalers au château, et un juif errant trouvé dans la ville après trois jours sera arrêté par les gardes de la ville et mis en prison, et par décision du château, sera expulsé de la ville à sa honte. J'y appose ma signature et y fait apposer un sceau d'armoiries.

Fait au château de Rawicz, le 5 août 1777. »
À l'époque du dernier propriétaire terrien polonais, les Juifs de Rawicz dominent complètement le commerce du tissu et de la laine, rendant progressivement dépendants les marchands locaux. Ils assument souvent un rôle de donneurs d'ordre, confiant la laine aux drapiers et emmenant les textiles fabriqués par eux aux foires de Wrocław, Varsovie, Lipsko et de Petite-Pologne.
En 1790, après le grand incendie de Leszno, un important groupe de Juifs de Leszno s'installe à Rawicz. Parmi eux, il y a aussi le célèbre Akiva Eiger qui, pendant plusieurs mois, devient l'assistant du rabbin de la communauté de Rawicz.

### Rawitsch sous domination prussienne
Malgré la position et les revenus importants obtenus par les marchands et commerçants juifs de Rawitsch, la communauté locale fait face à de sérieux problèmes financiers. Lorsque la ville est prise par les autorités prussiennes en 1793, lors du deuxième partage de la Pologne, la dette de la communauté s'élève à 48 832 złotys polonais. On doit cependant noter qu'une telle situation est courante et concerne la majorité des communautés juives de la Grande-Pologne, qui ont contracté de nombreux emprunts pour la construction de leur synagogue. Bien que les nouvelles autorités consentent à la mise en œuvre du plan d'amortissement présenté, elles jugent la dette de fer et ordonnent de la rembourser. Ce n'est qu'en 1834 que la dette est remboursée.
À Rawitsch, en octobre 1793, on accueille Frédéric-Guillaume II, roi de Prusse, qui visite ses nouvelles provinces. Les Juifs de Rawitsch se présentent devant le monarque, vêtus de vêtements turcs. Comme leurs contemporains l'ont rapporté, ils ont mis des vêtements turcs car ils ont peur que la situation qui s'était produite à Toruń ne se reproduise. À cette époque, lorsque Frédéric le Grand visita la ville et vit des Juifs portant de longues redingotes noires, il ordonna de les renvoyer immédiatement en Pologne.
Malgré la situation difficile dans laquelle se trouvent les Juifs du fait de l'occupation prussienne, leur potentiel économique n'est pas perturbé. Dès l'an 1800, ils sollicitent l'autorisation d'installer une fabrique d'étoffes de coton, une teinturerie de pantalons et une savonnerie à Rawitsch, tandis qu'en 1796, Kaliski et Glückmann fondent une fabrique de cigares. Beaucoup de Juifs sont également engagés dans l'industrie textile locale, qui, à l'avenir, jouera un rôle important, puisque, entre autres, les Juifs émigrant du district de Rawitsch contribuèrent au XIXe siècle à la création d'un centre industriel textile à Łódź et dans sa région. Ils vont également contribuer en partie à la création du centre de l'industrie textile dans la région de Białystok. En 1811, à la suite de la fermeture de la frontière russe à l'exportation polonaise, la production locale est considérablement entravée et de nombreux donneurs d'ordres et marchands sont contraints de délocaliser leurs ateliers, en particulier après 1815, vers l'Est. Malgré cela, une grande usine de draps, employant plusieurs centaines d'ouvriers est créée en 1809. Son fonctionnement a un impact sur la situation des commerçants locaux, qui sont soit forcés de déménager, soit de se reconvertir dans d'autres métiers.
Dans les années 1834-1835, dans le cadre de la réforme mise en œuvre à cette époque, les juifs les plus aisés peuvent maintenant obtenir les droits de citoyens. En tout, 116 titres de naturalisation sont accordés, 89 à des commerçants et marchands, 8 à des artisans, 1 à un distillateur ainsi qu'à 1 médecin, 2 à des cochers et 15 à des employés communautaires, rabbins, enseignants et chantres. En 1842, Rawitsch compte 170 habitants juifs naturalisés et 236 avec un certificat de tolérance. À partir de 1831, les juifs ont aussi leurs 4 représentants au conseil municipal composé de 15 personnes. Au départ, les représentants de la communauté juive n'assistent qu'aux débats sur les questions urgentes ou les concernant, alors qu'à partir de 1837 il est décidé que tous les représentants sont obligés de se réunir une fois par semaine. Comme cet ordre est fréquemment violé, une résolution est adoptée en 1848 par laquelle la présence aux séances du conseil est absolument obligatoire et toute absence injustifiée passible d'une amende de 15 groschens à 1 thaler.
En 1848, la communauté juive de Rawitsch se divise. Le 18 décembre, un groupe d'une soixantaine de personne envoie une lettre aux responsables de la communauté, indiquant qu'ils fondent par acte légal une association religieuse indépendante. La raison principale de cette sécession est le refus de participer aux frais de la communauté, à l'exception de l'école, mais les motifs officiels fournis sont la nécessité de créer une société indépendante dans le but d'enseigner la Torah comme seule norme de culte et d'éthique. Le gouvernement prussien refuse la communauté séparée, arguant que tant que l'ancienne communauté existe, tous les Juifs doivent en être membres.  
L'émigration, qui s'accroit dans la seconde moitié du XIXe siècle, a un impact décisif sur la situation des communautés juives de Grande-Pologne. La diminution continue du nombre de membres entraine à la fois une modification de la situation économique de la communauté et une évolution de la perception des Juifs dans leurs relations avec les autres. Malgré les difficultés, les Juifs restent un des moteurs les plus actifs de la communauté locale jusqu'à la fin de la période de partition de la Pologne. Les fabriques de cigares de Karl et Juliusz Michalek, de Pincus et de Kaliski sont d'une grande importance pour l'économie locale. La plus grande d'entre elles, propriété de Kaliski, emploie en 1873, 110 ouvriers, dont 53 femmes. À cette époque, il y a aussi une usine de brosses mécaniques et de pinceaux appartenant jusqu'en 1920 à J. Loew et le moulin à vapeur de Samuel Baron. De petites usines de fabrication de coton et de cigarettes détenues par des Juifs existent aussi, ainsi qu'une scierie appartenant à Robert Wittenberg.

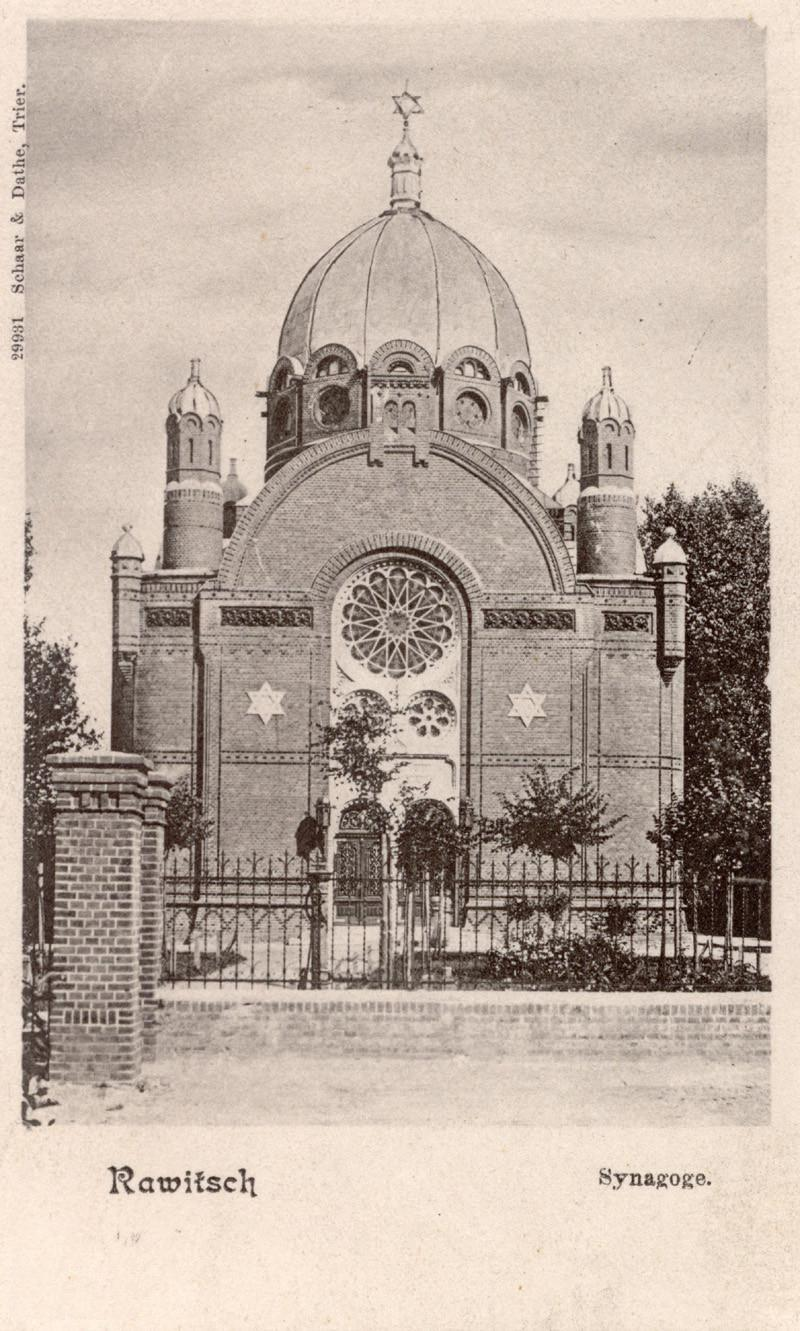
La nouvelle synagogue de Rawitsch

La communauté possède de nombreuses associations caritatives, culturelles ou sportives, comme: la Krankenverpflegungsgesellschaft (Société d'aide alimentaire pour les malades), fondée en 1840; la Beerdigungsgesellschaft (société des pompes funèbres), créée en 1727, sous la supervision du président de la communauté; la Israelitischer Frauenverein (Association des femmes israélites); la Mädchenverein zur Unterstützung armer Bräute (Association de jeunes filles pour le soutien des mariées pauvres) fondée en 1898 avec un budget de 200 marks par an; la Verein fûr Jüdische Geschichte und Literatur (Association pour l'histoire et la littérature juives); la Verein zur Unterstützung jüdischer Durchreisender (Association d'aide aux Juifs de passage) afin d'éviter la mendicité; la Chewrah Haspakath Ewjonim, zur Unterstützung der Mitglieder (Assemblée de fourniture de pain et de bois pour soutenir les membres) active depuis 1861; Armen- und Waisen-Hospitals-Anstalt (Établissement hospitalier pour les pauvres et les orphelins) sous le contrôle de la Chewrah Kadischa (Société du dernier devoir); La Talmud-Torah-Verein (Association du Talmud-Torah); Ortsgruppe des Verbandes Shabbathfreunde (Groupe local de l'Association des Amis du Shabbat); Hilfsverein der Deutschen Juden (Association d'aide aux juifs allemands) créée au début du XXe siècle.
Une nouvelle et imposante synagogue est construite en 1889, reflétant la prospérité de la communauté à son zénith.
Les Juifs de Rawitsch prennent une part active à la guerre franco-allemande de 1870 où quatre membres de la communauté périssent. Une plaque commémorative est fixée après la guerre à l'intérieur de la synagogue nouvellement construite.
En 1913, une tentative d'établir un groupe sioniste à Rawitsch échoue, bien que de nombreux membres de la communauté soient sionistes. Entre 1900 et 1910, 30 à 40 Juifs payent une cotisation annuelle à la Esra, Verein zur Unterstützung ackerbautreibender Juden in Palästina und Syrien (Esra, association de soutien aux juifs cultivateurs de Palestine et de Syrie).
Lors de la Première Guerre mondiale, 12 Juifs de Rawitsch tombent au front. La communauté leur rend hommage par une plaque dans le cimetière juif.

### L'entre-deux-guerres

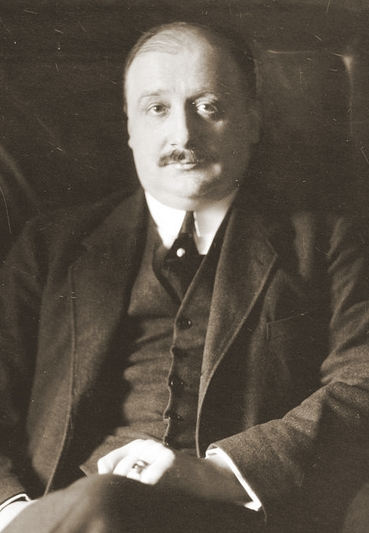
Adolf Bniński, gouverneur de la province de Poznań

Après la Première Guerre mondiale, la Pologne redevient indépendante. Le 12 octobre 1923, par décret du gouverneur de la province de Poznań, Adolf Bniński, la communauté juive de Rawicz est dissoute. Les biens de la communauté sont remis au Trésor public polonais, tandis que la tutelle directe est confiée au gouvernement local de Rawicz. Les problèmes de la communauté de Rawicz ont commencé après l'élection en 1922 au poste de maire de Kazimierz Czyszewski, l'un des principaux militants nationalistes. Ses idées ont conduit à la publication dudit décret du chef de la province, ainsi qu'à la persécution par les autorités locales de la communauté juive de Rawicz. La synagogue ainsi que tous les autres bâtiments appartenant à la communauté juive, sont confisqués par la municipalité. Les clefs de la synagogue sont dorénavant entre les mains du conseil municipal qui refuse souvent de les donner pour les offices du shabbat et les autres fêtes juives, ou qui vient les reprendre au milieu des offices. Le Dr Jacob Freimann, grand-rabbin de la communauté juive de Poznań, se rend alors à Varsovie et avec l'aide de Joszua Farbstein, membre de la Sejm, obtient du gouvernement que celui-ci ordonne au conseil municipal de rendre les clefs à la communauté juive, ce que celui-ci ne fait pas. Les plaintes déposées auprès du bureau provincial ainsi que les protestations des députés et sénateurs juifs de la Deuxième République polonaise restent sans effet. De nombreuses interpellations de Maksymilian Hartglas, Szyja Farbstein, Salomon Seidemann, Emil Sommerstein et Aron Lewin ainsi que des sénateurs Izaak Rubinstein et Zdzisław Żmigryder-Konopka, soulignant les violations des droits des minorités restent sans réponse,,,. 
Opposants à la confiscation de la synagogue

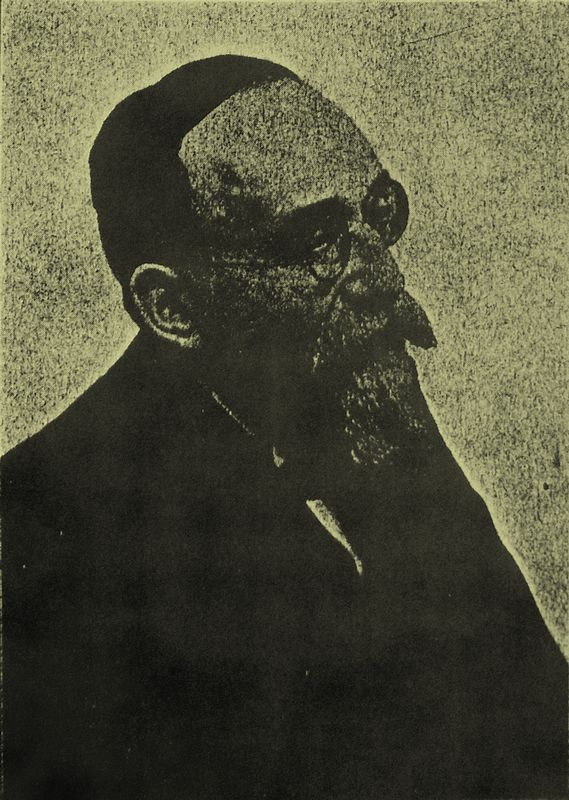
Jakob Freimann, grand-rabbin de Poznań
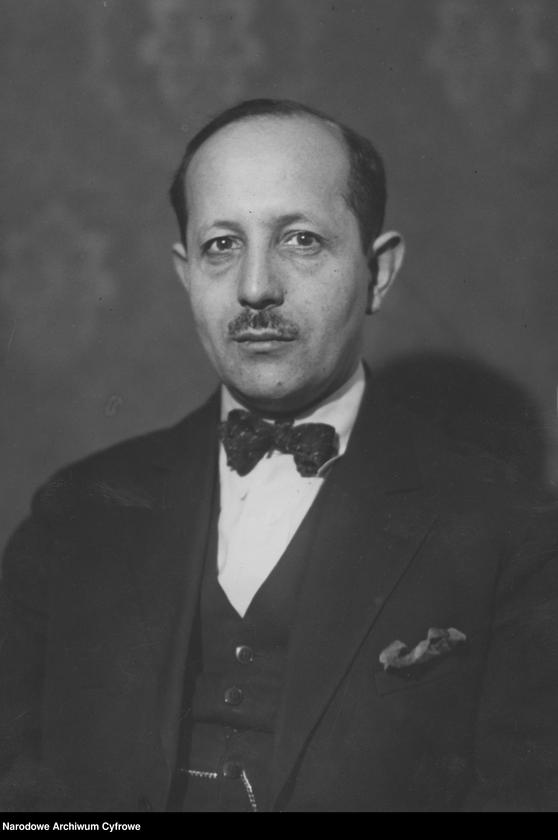
Maksymilian Hartglas, membre de la Sejm
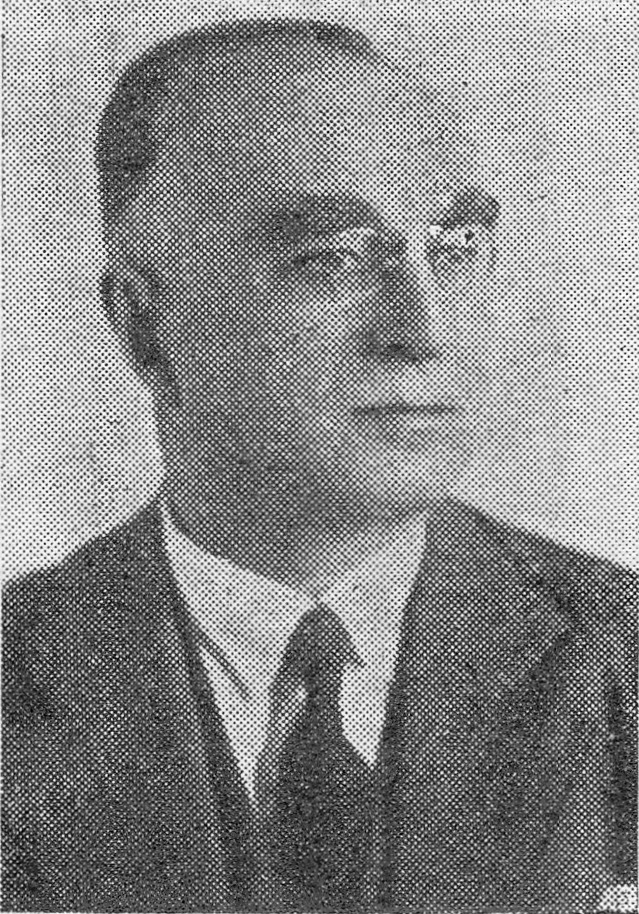
Emil Sommerstein, membre de la Sejm
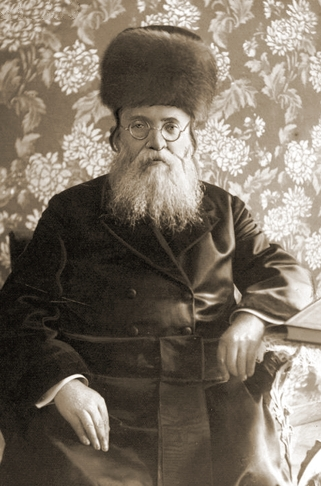
Aron Lewin, rabbin, membre de la Sejm
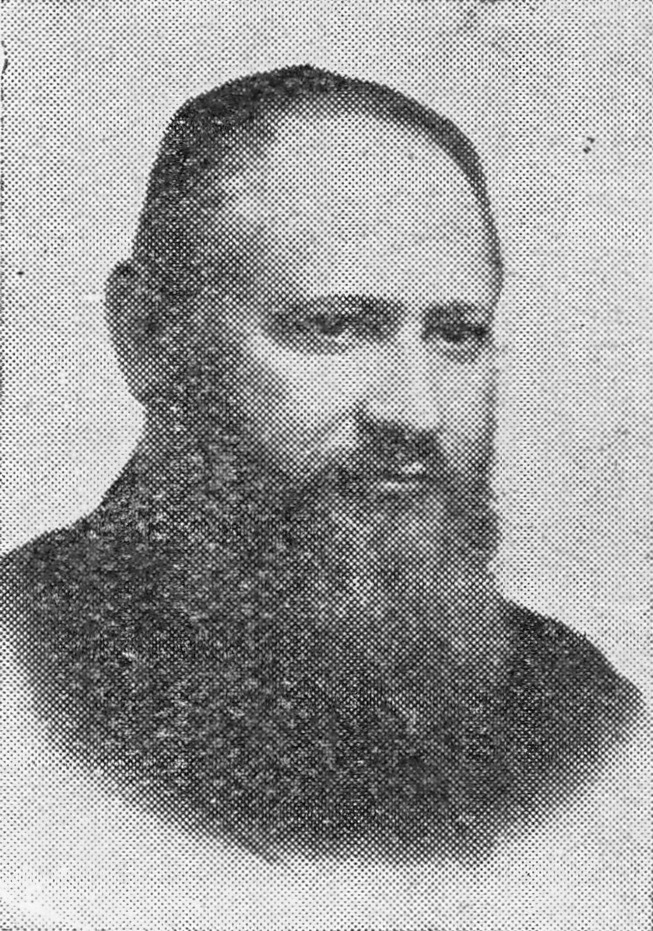
Izaak Rubinstein, rabbin, membre de la Sejm
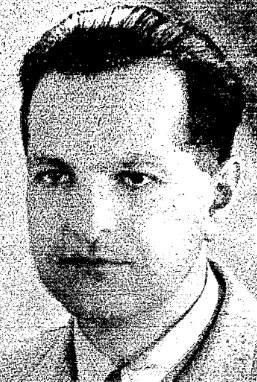
Zdzisław Żmigryder-Konopka, historien et sénateur

Dès lors, l'exode des Juifs de Rawicz vers l'Allemagne et l'Amérique s'intensifie. En 1932, les juifs de Rawicz sont intégrés à la communauté juive de Leszno, ville distante d'environ 35 km, où ils sont représentés par le chantre Lewek Lubelski. À cette époque, il n'y a plus que 9 Juifs dans la ville.

### La périodenazie
En 1939, lors de l'invasion de la Pologne par l'Allemagne nazie, seules deux personnes sont enregistrées à Rawicz en tant que juifs: Chaskel Lubelski et Herc Neumann. Ce dernier parvient à s'échapper de la ville avant que la décision de transfert ne soit prise par les Allemands. Lubelski, comme d'autres Juifs du district de Rawicz, est déporté en décembre 1939 vers le Gouvernement général. En 1941, les Allemands démolissent la synagogue et réutilisent les briques pour la construction d'une caserne de pompiers.
En 1943, d'avril au 28 août, les Allemands ouvrent un camp de travaux forcés à Rawicz pour une centaine de Juifs originaires de Pologne, de Tchécoslovaquie et d'Allemagne. Les prisonniers sont détenus dans les bâtiments situés dans le parc Colomb. Les travailleurs juifs sont envoyés au ghetto de Łódź où ils sont employés à des travaux de drainage. Environ 200 personnes au total passent par le camp. Le 29 août 1943, avec d'autres prisonniers de la région du district de Rawicz, ils sont envoyés au camp d'extermination d'Auschwitz. La plupart sont envoyés directement dans des chambres à gaz.

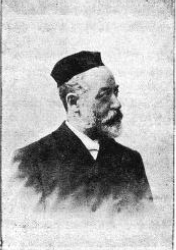
Le rabbin J.H. Loeb

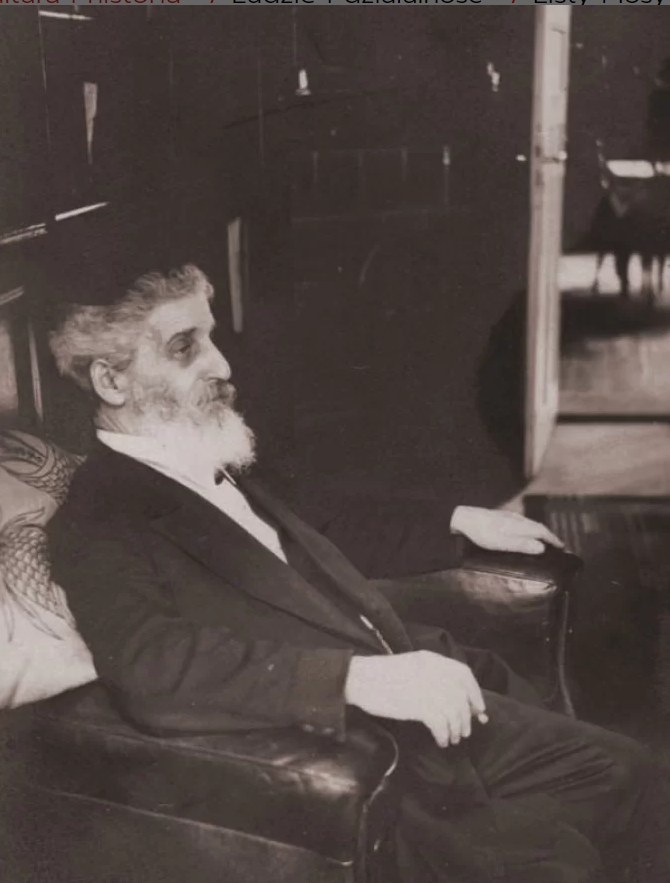
Le rabbin J. Cohn

## Les rabbins de la communauté[12]
Le premier rabbin de la communauté Mendel Gradenwitz exerce de 1755 jusqu'à sa mort en 1792. Il est remplacé par le rabbin Salomon, fils du rabbin de Glogau, qui meurt en 1815. Son successeur Josuah Baer Herzfeld occupe le poste de rabbin pendant plusieurs années avant de devenir aveugle. Ses relations avec les dayanim n'ont jamais été bonnes, si bien qu'ils ont même dû aller en justice. Il meurt en 1846 à l'âge de 86 ans. Après un intervalle de sept ans, R. M. Landsberg de Bojanowo est nommé rabbin de Rawitsch. Il meurt dix ans plus tard en 1864. Raphael Ungerleider le remplace. Né en Hongrie, il vient de Guenz. Il établit l'école du dimanche et est très actif au sein de la communauté. En 1869, il est nommé rabbin conservateur à Berlin où il décède en 1911.
Pendant les trois années suivantes, les dayanim prennent en charge la communauté. Ce n'est qu'en 1872 que Dr Marcus Koref reprend le poste de rabbin. Né à Prague, il obtient son diplôme de docteur à l'université de Vienne et son diplôme de rabbin du Dr Benjamin Hirsch Auerbach (1808-1872), rabbin à Halberstadt ainsi qu'à Prague. Dr Koref s'occupe de l'école du dimanche et est le ministre religieux officiel de la prison de Rawitsch. C'est un rabbin orthodoxe et excellent prédicateur. Après 10 ans, il est nommé rabbin à Hanau où il meurt en 1900.
Son successeur le rabbin Dr Jonas Herman Loeb, est né à Pfungstadt en Allemagne et a obtenu ses diplômes au séminaire rabbinique de Berlin. Il a été pendant sept ans rabbin à Samter avant de rejoindre Rawitsch en 1884. Excellent prédicateur, il lance les travaux de la synagogue qu'il consacrera lui-même. En 1893, il est nommé à Emden. Il meurt à Berlin en 1911 et est enterré à Emden. Pendant une demi-année, Dr Moritz Silberberg, venant de Beuthen est rabbin de Rawitsch, qu'il quitte pour un poste à Schrimm puis à Berlin où il décède en 1932.
Quelques jours après Rosh Hachana, un nouveau rabbin, le Dr John Cohn arrive de Wreschen. Né à Altona, il étudie au séminaire rabbinique de Berlin. C'est un érudit qui a écrit plusieurs livres. En 1915, il écrit un livre sur la communauté juive de Rawitsch et un livre sur la traduction en allemand du livre de prières, ainsi que plusieurs essais. Il traduit le Seder Kodashim édité par Itzkowski. Il milite pour l'étude de l'histoire et la littérature juives en donnant de nombreuses conférences. Il est membre d'honneur de l'association des rabbins allemands. En 1920, il est nommé dayan à Breslau où il supervise la cacherout dans la communauté et à l'hôpital. Il meurt à Breslau en 1934.

## Personnalités juives nées à Rawicz[19]
- Jehuda Leib Blaschke (1782-1861), rabbin de Schönlanke (maintenant Trzcianka)
- Markus Brann (1849-1920): rabbin, bibliographe et historien spécialisé sur l'histoire des Juifs en Silésie
- Berthold Cohn (1870-1930): astronome français
- Julius Eckman (1805-1874), rabbin américain fondateur du Weekly Gleaner, le premier magazine juif de la côte ouest des États-Unis et de la congrégation Ahavai Sholom (maintenant Neveh Shalom) de Portland
- Jochem Mannes Feige (1800-1877), rabbin de Pleschen (maintenant Pleszew)
- Heimann Jaffé (1826-1883): rabbin à Francfort-sur-l'Oder, puis à Gorzów Wielkopolski (1857), à Stargard Szczeciński, Kórnik (1862) et à Wolsztyn (1880).
- Hedwig Jahnow (1879-1944): professeur d'allemand, spécialiste de l'Ancien Testament, elle est la première femme au conseil municipal de Marbourg. Assassinée par les nazis à Theresienstadt
- Wolf Klausner (1761-1861), rabbin à Obornik (maintenant Oborniki) puis à Exin (maintenant Kcynia) où il dirige une yeshiva.
- Meschullam Salomon Kohn (1739-1819) rabbin de Fürth
- Alfred Loewy (1873-1935): mathématicien allemand spécialiste de la théorie des représentations
- Jacob Simchah Rehfisch (1804-1877): rabbin allemand
- Isert Roesel (1883-1957), rabbin de Tilsit (maintenant Sovetsk dans l'oblast de Kaliningrad) de 1912 à 1939
- Arthur Ruppin (1876-1943): sociologue sioniste, précurseurs de la fondation de la ville de Tel Aviv. Il est considéré comme le père du mouvement sioniste de colonisation.
- Ferdinand Straßmann (1838-1931): élu au conseil municipal de Berlin, en tant que médecin spécialiste, il promeut la désinfection, les services médicaux et la construction de nouveaux hôpitaux, y compris psychiatriques.
- Wolfgang Straßmann (1821-1885): médecin allemand, homme politique libéral de gauche et réformateur social, il participe à la révolution allemande de 1848 et plus tard à la première guerre de Schleswig. Il est élu au conseil municipal de Berlin dont il devient président, et à la Chambre des représentants prussienne.

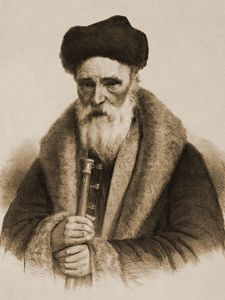
Jehuda Leib Blaschke
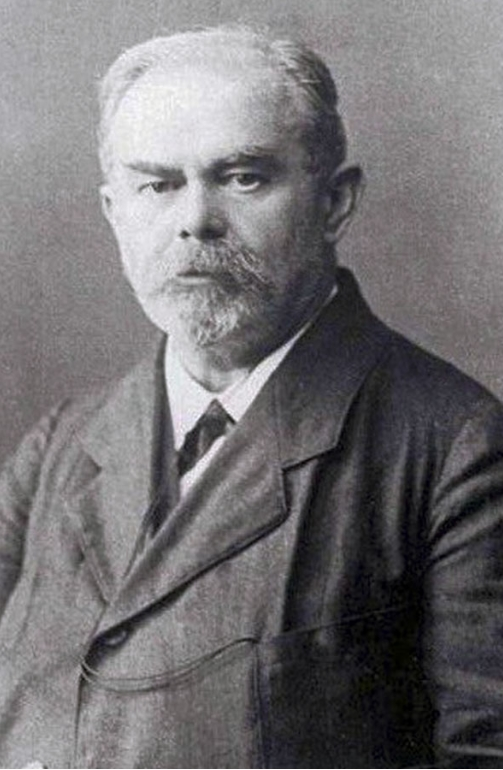
Marcus Brann.jpg
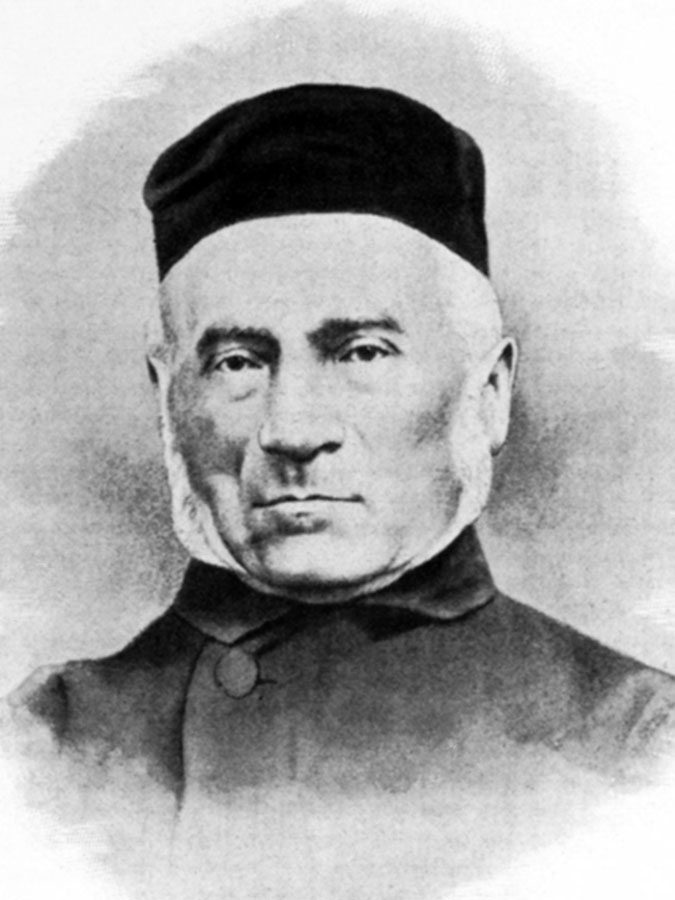
Julius Eckman
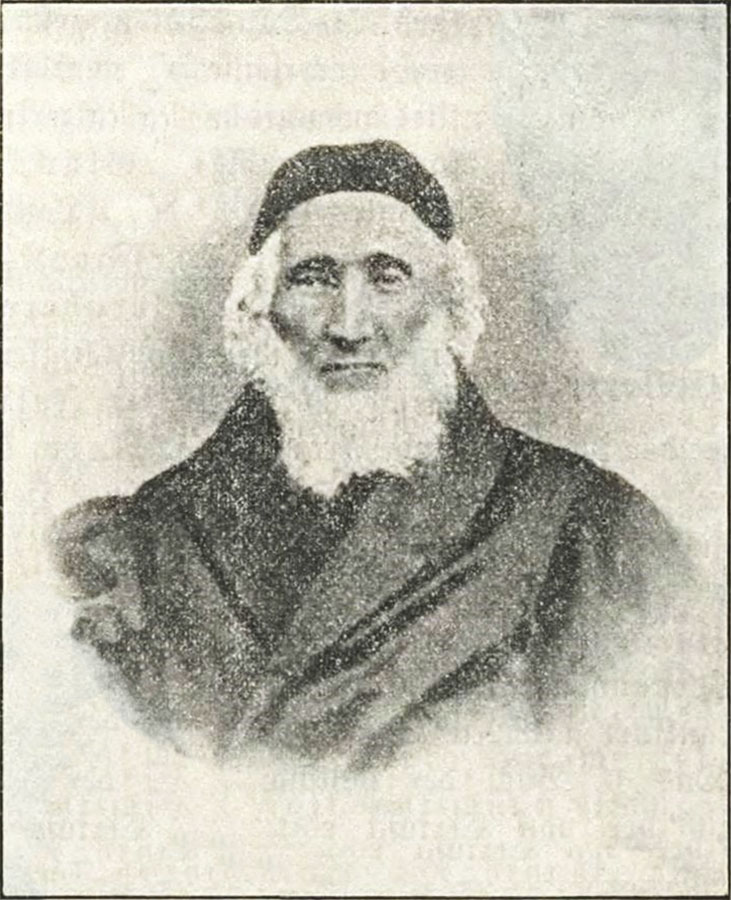
Jochem Mannes Feige
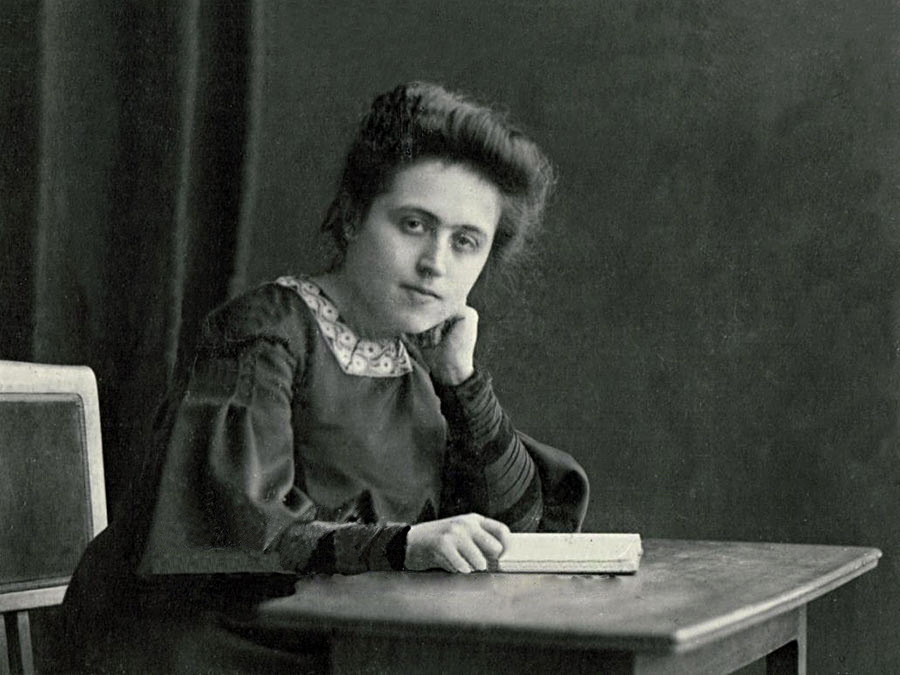
Hedwig Jahnow
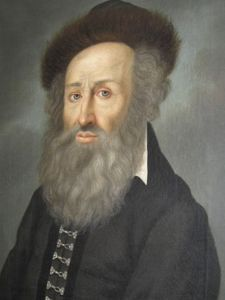
Meschullam Salomon Kohn
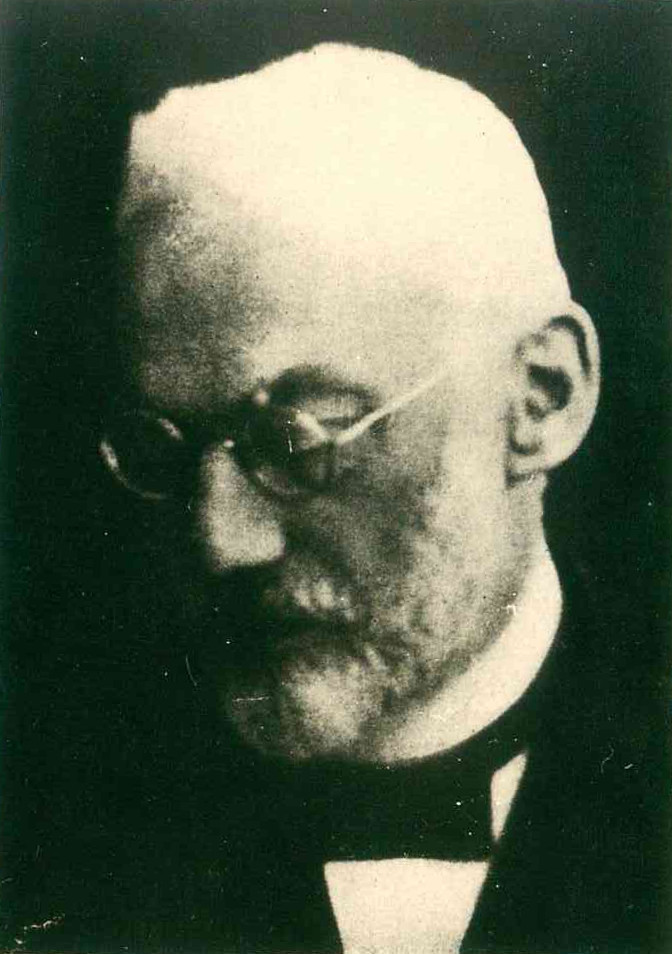
Alfred Loewy
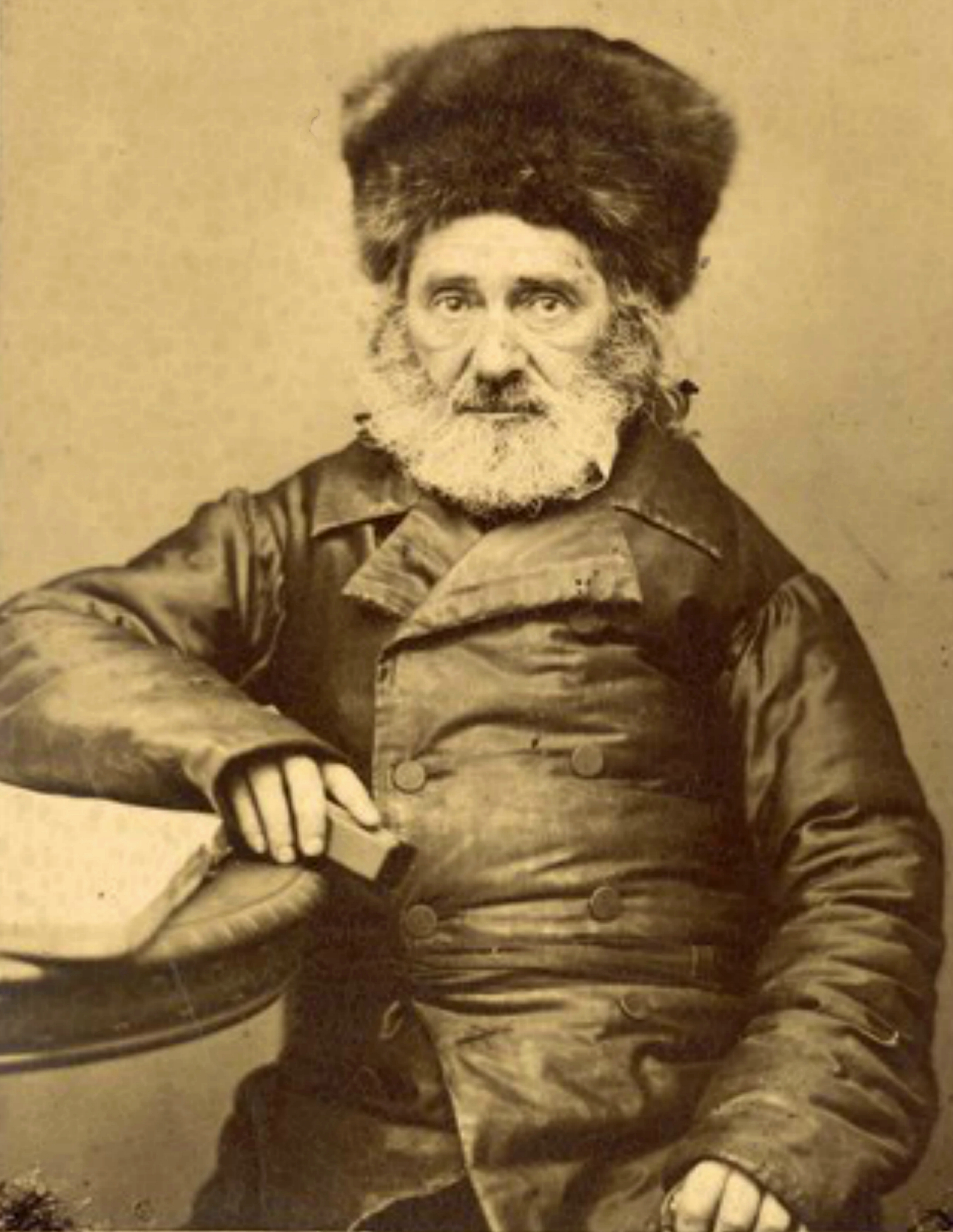
Jacob Simchah Rehfisch
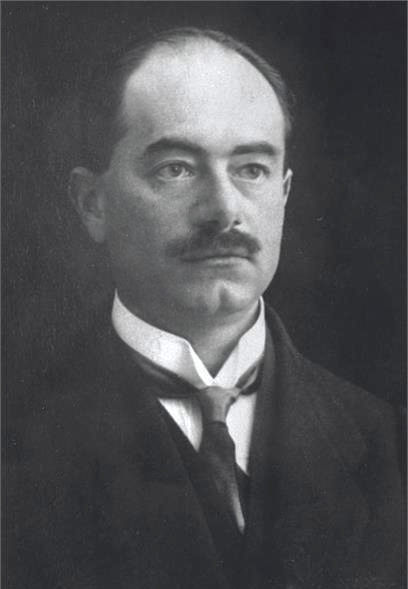
Arthur Ruppin en 1915
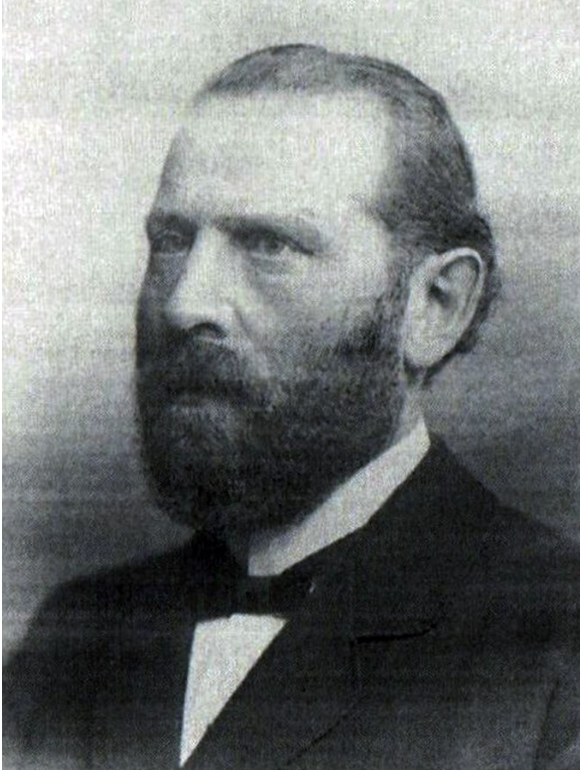
Ferdinand Straßmann en 1885
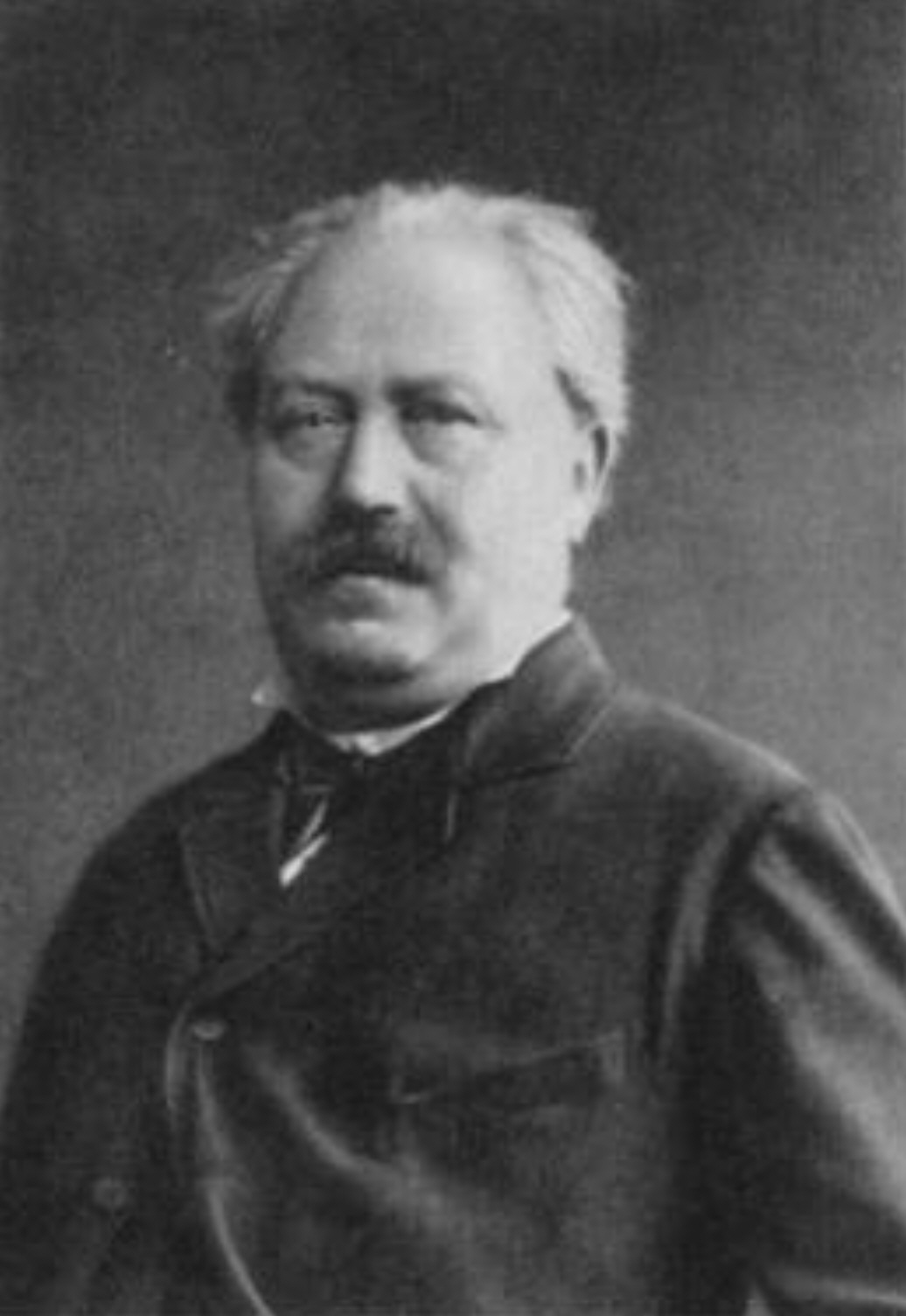
Wolfgang Straßmann

## Évolution de la population juive
| Population juive à Rawicz, |                      |                      |                      |
| Date                       | Population de Rawicz | Nombre de Juifs      | Pourcentage de Juifs |
| 1698                       | -                    | (12 familles)        | -                    |
| 1739                       | -                    | (35 familles)        | -                    |
| 1793                       | 7 290                | 1 087                | 14,9 %               |
| 1797                       | -                    | (198 familles)       | -                    |
| 1816                       | 7 456                | ~1 200               | ~16,1 %              |
| 1835                       | -                    | 1 574 (401 familles) | -                    |
| 1840                       | 8 752                | 1 780                | 20,3 %               |
| 1905                       | -                    | 363                  | -                    |
| 1920                       | -                    | 185                  | -                    |
| 1921                       | -                    | 89                   | -                    |
| 1933                       | -                    | 15                   | -                    |
| 1938                       | -                    | 8                    | -                    |
| 1939                       | -                    | 2                    | -                    |